# The Doppelgangaz
The Doppelgangaz est un groupe de hip-hop américain, originaire du Comté d'Orange, dans l'État de New York. Le site Raw Roots inclut le groupe dans sa liste des « meilleurs groupes underground de 2011 » et les deux rappeurs sont remarqués par le magazine Juice pour leur album Lone Sharks, publié en 2011. 
En 2012, le duo est en couverture du magazine américain XXL dans sa section The Break, qui promeut la scène hip-hop émergente.

## Biographie

### Débuts (1998–2007)
Les deux membres, Matter ov Fact et EP sont amis depuis l'enfance. Dans une interview datant de 2012 avec HipHopDX, Matter ov Fact explique : « EP et moi sommes potes depuis des années. Nous avons grandi ensemble, mais ce n'était pas toujours pour faire de la musique ensemble. C'est vraiment en 1998 que nous avons décidé de faire de la musique. Comme les choses marchaient bien, nous avons eu un équipement officiel et avons décidé d'aller de l'avant. Mais ouais, on était potes probablement depuis la primaire, mais la naissance de Doppelgangaz n'a eu lieu qu'autour de l'année 2008, et c'est entre 2009 et 2011 que nous avons mis le paquet et c'est ce que nous voulons faire à partir de maintenant. »
Avant de se concerter pour former The Doppelgangaz, les deux MCs sont tous deux parties prenantes d'un autre projet. C'est durant cette période que l'idée de former un groupe à part est née. EP raconte : « Nous étions dans un groupe plus grand, qui a été actif au début des années 2000, mais tu sais, des trucs arrivent. Nous étions les plus jeunes du groupe, donc c'est devenu Doppgang, tu vois. Nous n'avons pas d'enfants et nous n'avons aucune responsabilité. On est juste des marginaux imprudents, donc on avait le temps pour le faire. » Matter ov Fact ajoute : « En plus, nous sommes sur la même longueur d'onde et il est devenu évident qu'on fasse notre propre truc et qu'on continue ensemble. C'est de là que le nom vient. Le mot doppelganger signifie « double effroyable », et on se voit comme ça quand il s'agit de musique. »

### The Doppelgangaz (depuis 2008)
Le groupe est connu pour porter de longues capes noires, qu'ils préfèrent nommer cloaks (manteaux) par opposition à « capes » qui désigne plus spécifiquement la cape des super-héros, pendant qu'ils adoptent un mode de vie fait d'errance, de fréquentation assidue de bordels, d'ébriété, vêtus de loques récupérées dans les poubelles. Ils ont développé une grande communauté de fans en Europe, s'apparentant à un culte, comme en Allemagne, France, Belgique, Pays-Bas, Suisse, Royaume-Uni, Suède, Espagne, ainsi qu'en Australie.
L'album Lone Sharks, publié en 2011, reçoit un accueil triomphal avec ses instrumentaux rappelant un style brut qui était emblématique du hip-hop de la Côte Est et de New York dans les années 1990. Leur flow et leurs paroles sont aussi appréciés pour leur sujet unique, leur ton et la puissance des images.
En 2012, ils publient un album instrumental, Beats For Brothels, Vol. 2, et poursuivent en 2013 avec leur album HARK!. Le 18 février 2014 sort leur septième opus, Peace Kehd. En 2017, ils publient leur nouvel album, Dopp Hopp.

## Discographie

### Albums studio
- 2009 : 2012: The New Beginning
- 2010 : R.O.B.
- 2011 : Beats For Brothels, Vol. 1
- 2011 : Lone Sharks
- 2012 : Beats For Brothels, Vol. 2
- 2013 : HARK!
- 2014 : Peace Kehd
- 2015 : Rhyme over Beats
- 2017 : Dopp Hopp
- 2018 : AAAAGGGHH

### EPs
- 2008 : The Ghastly Duo EP
- 2012 : Doppic of Discussion